# Roza Tamarkina
Roza Władimirowna Tamarkina (również Rosa Tamarkina, ros. Ро́за Влади́мировна Тама́ркина; ur. 23 marca 1920 w Kijowie, zm. 5 sierpnia 1950 w Moskwie) – radziecka pianistka, pedagog; laureatka II nagrody na III Międzynarodowym Konkursie Pianistycznym im. Fryderyka Chopina w Warszawie.

## Życiorys
Urodziła się w Kijowie 23 marca 1920 w rodzinie wielodzietnej, jako córka Władimira Markowicza Tamarkina i Anny Lwowny Tamarkiny. Miała dwie siostry Mariję i Sarę. Podpatrywała jak jej starsze siostry grały na fortepianie i skrzypcach, co być może zadecydowało, że zapragnęła grać na instrumentach muzycznych.
Będąc wielce utalentowaną oraz zafascynowaną fortepianem już w wieku kilku lat rozpoczęła naukę gry na tym instrumencie. W 1928 wstąpiła do klasy dziecięcej Konserwatorium Kijowskiego, gdzie w okresie 1928–1932 uczyła się pod okiem jej pierwszego pedagoga Nikołaja Goldenberga. Następnie w latach 1932–1935 była uczennicą „specjalnej grupy dziecięcej” przy Konserwatorium Moskiewskim, po czym rozpoczęła w wieku piętnastu lat swoją karierę pianistyczną występami publicznymi, budząc uznanie słuchaczy i krytyków interpretacją, temperamentem i wirtuozerią. W 1935 wygrała konkurs Radiokomitetu ZSRR dla młodzieży wraz z Arnoldem Kapłanem. Od 1936 występowała regularnie w różnych miastach Związku Radzieckiego (m.in. w Jekaterynburgu, Nowosybirsku czy Ałmaty).

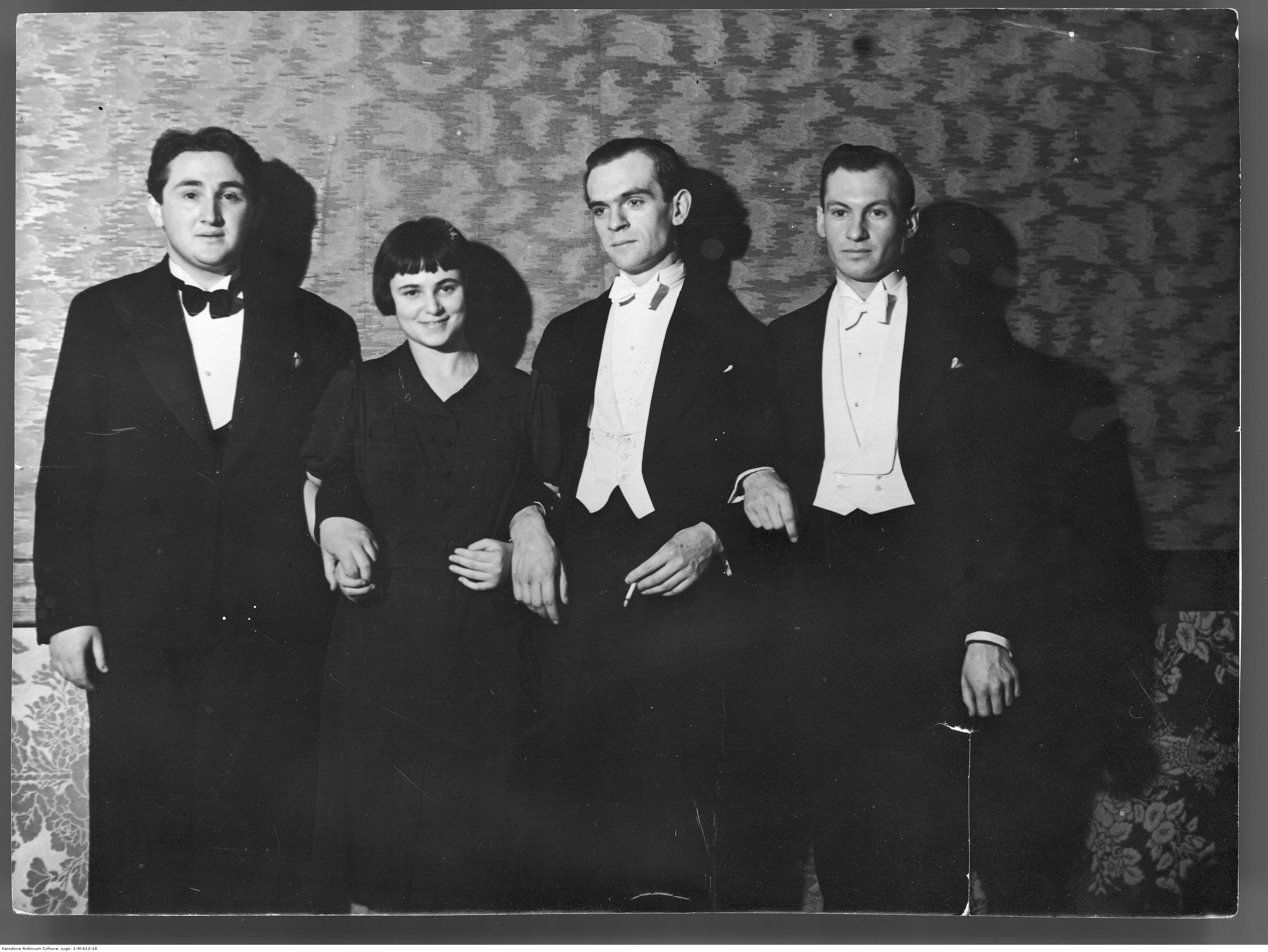
Laureaci III Konkursu Chopinowskiego w Warszawie: Jakow Zak, Roza Tamarkina, Witold Małcużyński i Lance Dossor

W 1937 jako siedemnastoletnia studentka wystąpiła na III Konkursie Chopinowskim w Warszawie, gdzie była jedną z najmłodszych uczestniczek. Już po pierwszym etapie krytycy i członkowie jury, byli przekonani, że jest ona kandydatką do nagrody i jedną z faworytek konkursu. Ostatecznie zajęła w nim II miejsce, ustępując tylko swemu rodakowi Jakowowi Zakowi. Krytyk muzyczny i pedagog Piotr Rytel tak scharakteryzował wówczas jej występ:

Młodsza (...) od Zaka p. Roza Tamarkina (...) jeśli idzie o jej stosunek wewnętrzny do muzyki to kto wie, czy dziś już nie stoi ona ponad Zakiem. (...) Szesnaście lat i ta doskonałość techniki, wielostronność i swoboda.

Po zakończeniu Konkursu Chopinowskiego została odznaczona 27 kwietnia 1937 przez władze radzieckie Orderem „Znak Honoru”. W 1939 została wybrana posłem do Rady Miejskiej w Moskwie.
Podczas II wojny światowej kontynuowała swoją edukację w Konserwatorium Moskiewskim, gdzie w 1940 ukończyła kurs w klasie fortepianu prof. Aleksandra Goldenweisera i w tymże roku rozpoczęła u niego aspiranturę, kontynuując ją w latach 1943–1945 pod okiem profesora Konstantina Igumnowa.
Po wojnie wznowiła karierę pianistyczną. Jej uroda zafascynowała adoratorów, późniejszych wybitnych pianistów Jakowa Fliera i Emila Gilelsa, którzy starali się o jej rękę. Ostatecznie zdecydowała się wyjść za mąż w 1940 za Emila Gilelsa, ale w 1943 małżonkowie, po nieudanym związku rozeszli się, nie posiadając potomstwa. W 1946 podjęła pracę pedagogiczną w Konserwatorium Moskiewskim, jako asystentka na katedrze fortepianu, co spowodowało znaczne ograniczenie jej występów. Jej wychowanką była m.in. Bella Dawidowicz, zwyciężczyni IV Międzynarodowego Konkursu Pianistycznego im. Fryderyka Chopina w Warszawie (w 1949 wraz z Haliną Czerny-Stefańską).
W październiku 1949, z okazji 100. rocznicy śmierci Fryderyka Chopina, wykonała jego II koncert fortepianowy f-moll op. 21 w Wielkiej Sali Konserwatorium Moskiewskiego. Później okazało się, że był to jeden z ostatnich jej publicznych występów. Po raz ostatni wystąpiła w lutym 1950, będąc ciężko chorą. Zmarła 5 sierpnia 1950 w Moskwie na skutek choroby nowotworowej, chorując od 1944 na chłoniaka Hodgkina. Pochowana została w kwaterze rodzinnej na cmentarzu Wwiedieńskim w Moskwie obok swoich rodziców.

## Repertuar i dyskografia
Roza Tamarkina była przede wszystkim reprezentantką liryczno-romantycznego nurtu w sztuce muzycznej. Upamiętniła się w świadomości słuchaczy interpretacjami dzieł Fryderyka Chopina (m.in. Fantazji f-moll op. 49, Scherza b-moll i Scherza cis-moll, Poloneza fis-moll op. 44, Sonaty h-moll op. 58, Nokturnu G-dur op. 37 nr 2 i II koncertu fortepianowego f-moll op. 21), Ferenca Liszta (Sonaty h-moll, Walca Mefisto, X Rapsodii węgierskiej, Parafrazy koncertowej „Rigoletto”), Roberta Schumanna (Fantazji C-dur op. 17) i Siergieja Rachmaninowa (II koncertu fortepianowego c-moll op. 18). Ponadto w jej repertuarze znajdowały się utwory m.in. Johannesa Brahmsa czy Franza Schuberta.
Większość z jej nagrań została zebrana i wydana już po jej śmierci.
| Albumy | |                   |
| Rok    | Tytuł                                                                                                   | Wydawca           |
| 1956   | Концерт Розы Тамаркиной                                                                                 | Апрелевский Завод |
| 1972   | Rosa Tamarkina. Piano. The Bolshoi Theatre Quartet. Sergey Ivanovich Taneyev Quintet In G Minor, Op. 30 | Мелодия           |
| 1985   | Rosa Tamarkina. Piano. The Bolshoi Theatre Quartet. Johannes Brahms Quintet In F Minor, Op. 34          | Мелодия           |
| 2005   | Rosa Tamarkina. Volume 1. Sergei Rachmaninov, Sergei Taneyev                                            | Vista Vera        |
| 2006   | Rosa Tamarkina. Volume 2. Franz Schubert, Franz Liszt, Johannes Brahms                                  | Vista Vera        |
| 2006   | Rosa Tamarkina. Volume 3. Sergei Rachmaninov, Frederic Chopin, Robert Schumann, Frank Cesar             | Vista Vera        |
| 2012   | Women At The Piano - An Anthology Of Historic Performances, Volume 4                                    | Naxos             |